# Milan Indoor 2001 - Qualificazioni doppio
Le qualificazioni del doppio  del Milan Indoor 2001 sono state un torneo di tennis preliminare per accedere alla fase finale della manifestazione. I vincitori dell'ultimo turno sono entrati di diritto nel tabellone principale. In caso di ritiro di uno o più giocatori aventi diritto a questi sono subentrati i lucky loser, ossia i giocatori che hanno perso nell'ultimo turno ma che avevano una classifica più alta rispetto agli altri partecipanti che avevano comunque perso nel turno finale.
Le qualificazioni del doppio del torneo Milan Indoor 2001 prevedevano 4 coppie partecipanti di cui una è entrata nel tabellone principale.

## Teste di serie
1. Aleksandar Kitinov /  Jean-René Lisnard (ultimo turno)

1. Ivo Heuberger /  Rainer Schüttler (Qualificati)

## Tabellone

### Legenda
| - Q = Qualificato - WC = Wild card - LL = Lucky loser | - ALT = Alternate - SE = Special Exempt - PR = Protected Ranking | - w/o = Walkover - r = Ritirato - d = Squalificato |

|  | Primo turno | Primo turno                          | Primo turno                          | Primo turno | Primo turno |  |  | Ultimo turno | Ultimo turno                         | Ultimo turno                         | Ultimo turno                         | Ultimo turno |  |
|  |             |                                      |                                      |             |             |  |  |              |                                      |                                      |                                      |              |  |
|  | 1           | Aleksandar Kitinov Jean-René Lisnard | Aleksandar Kitinov Jean-René Lisnard | 7           | 6           |  |  |              |                                      |                                      |                                      |              |  |
|  |             | Daniele Bracciali Federico Luzzi     | Daniele Bracciali Federico Luzzi     | 63          | 4           |  |  | 1            | Aleksandar Kitinov Jean-René Lisnard | Aleksandar Kitinov Jean-René Lisnard | Aleksandar Kitinov Jean-René Lisnard |              |  |
|  | 2           | Ivo Heuberger Rainer Schüttler       | 4                                    | 6           | 6           |  |  | 2            | Ivo Heuberger Rainer Schüttler       | Ivo Heuberger Rainer Schüttler       | Ivo Heuberger Rainer Schüttler       | W-O          |  |
|  |             | George Bastl Stefano Pescosolido     | 6                                    | 3           | 4           |  |  |              |                                      |                                      |                                      |              |  |